# Библиотека „Естетика и изкуствознание“
Библиотека „Естетика и изкуствознание“ е поредица от книги, издавани от издателство „Наука и изкуство“ в периода 1966 – 1996 г.
Поредицата е реализирана по идея на философа Исак Паси. Той написва и редица студии към книгите от поредицата.
Сред авторите, чиито книги са издадени, са редица комунистически теоретици като Пол Лафарг, Антонио Грамши, Хосе Мариатеги, също философи като Аристотел, Фридрих Шелинг, Фридрих Ницше, Йохан Хердер, Готхолд Лесинг, Мигел де Унамуно, Хосе Ортега-и-Гасет, психолози като Лев Виготски, писатели като Томас Ман и Йохан Волфганг Гьоте.

## Книги от поредицата
- За красотата и изкуството. Фрагменти из историята на западноевропейската естетика от Ренесанса до Романтизма XV-XIX в. (1966, 1975). 358 с., Прев. Здравка Петракиева и др.
- Аристотел. За поетическото изкуство – София: Наука и изкуство, 1975. – 134 с.
- Мариатеги, Хосе. За литературата и изкуството – София: Наука и изкуство, 1975. – 274 с.
- Грамши, Антонио. За културата, литературата и изкуството – София: Наука и изкуство, 1976. – 310 с.
- Бодлер, Шарл. Естетически и критически съчинения – София: Наука и изкуство, 1976. – 576 с.
- Ман, Томас. Литературна есеистика (1976, 1978). 2 тома. 478 с., 708 с., Прев. Страшимир Джамджиев
- Лесинг, Годхолд. Лаокоон, или За границите на живописта и поезията: Ч. 1. / Встъп. студия Исак Паси. – София: Наука и изкуство, 1978.
- Виготски, Лев. Психология на изкуството – София: Наука и изкуство, 1978.
- Гьоте, Йохан Волфганг фон. Гьоте за литературата (1979). 2 тома. 520 с., 710 с., Прев. Страшимир Джамджиев
- Шелинг, Фридрих. Философия на изкуството: [Лекции] / Встъп. студия Исак Паси. – София: Наука и изкуство, 1980. – 468 с.
- Дидро, Дени. Естетика и теория на изкуството – София: Наука и изкуство, 1981. – 621 с.
- Шилер, Фридрих. Естетика: [Сборник статии, рецензии, писма] / Предг., встъп. студия, състав. Исак Паси. – София: Наука и изкуство, 1981. – 751 с.
- Хайне, Хайнрих. Философска проза: Т. 1 – 2. / Предг., встъп. студия, състав. Исак Паси. – София: Наука и изкуство, 1981.
- Квинтилиан. Обучението на оратора. Вместо предг., прев. от лат. ез. Макарий Порталски; Уводна статия Богдан Богданов, 1982, 792 с.
- Бахтин, Михаил. Въпроси на литературата и естетиката – София: Наука и изкуство, 1983. – 567 с.
- Хораций Флак, Квинт. Боало. Поетическо изкуство / Встъп. студия Исак Паси. – София: Наука и изкуство, 1983. – 88 с.
- Унамуно, Мигел де. Есеистика: [Сборник] / Предг., встъп. студия, състав. Исак Паси. – София: Наука и изкуство, 1983. – 804 с.
- Ортега-и-Гасет, Хосе. Естетически есета / Предг., встъп. студия, състав. Исак Паси. – София: Наука и изкуство, 1984.
- Естетика на немския романтизъм (1984). 572 с., Прев. Харитина Костова-Добрева
- Хердер, Йохан Готфрид. Естетически студии и статии (1985). 588 с., Прев. Иван Атанасов
- Лонгин. За възвишеното – София: Наука и изкуство, 1985., 101 с.
- Аристотел. Реторика – София: Наука и изкуство, 1986. – 239 с.
- Тугенхолд, Яков. Избрани произведения – София: Наука и изкуство, 1987., 523 с.
- Буркхарт, Якоб. Култура и изкуство на Ренесанса в Италия – София: Наука и изкуство, 1987., 801 с.
- Лафарг, Пол. Естетика и литература – София: Наука и изкуство, 1988., 264 с.
- Фрай, Роджър. Въображение и рисунка: [Изследване]; Състав. и встъп. студия Ат. Стойков; Прев. от англ. Никола Георгиев, 1988, 331 с.
- Бенямин, Валтер. Художествена мисъл и културно самосъзнание: [Сб. есета и крит. статии]; Състав. и встъп. студия Атанас Натев. Прев. (от нем.) Бисера Рачева Иванова и др., 1989, 586 с.
- Лосев, Андрей. Проблемът за символа и реалистичното изкуство – София: Наука и изкуство, 1989., 439 с.
- Ницше, Фридрих. Раждането на трагедията и други съчинения /Предг., встъп. студия, състав. Исак Паси. – София: Наука и изкуство, 1990. – 376 с.
- Ворингер, Вилхелм. Абстракция и вчувстване: Принос към психология на стила., Състав. Димитър Аврамов; Прев. от нем. ез. Никола Георгиев, 1993, 327 с.
- Мукаржовски, Ян. Студии по теория на изкуството., Състав., ред. (и предг.) Христина Балабанова; Прев. от чеш. Стефан Бошнаков, 1993, 295 с.
- Бенедето Кроче. Естетика, Прев. от итал. Иван Тонкин, Александър Гънгов; Встъп. студия Алдо Ричарди, 1996, 331 с.